# Internationale Gletsjercommissie
De Internationale Gletsjercommissie (Frans: Commission Internationale des Glaciers, IGC) was een internationale commissie van 1894-1927 met het doel om onderzoek naar gletsjers te coördineren.

## Geschiedenis
De Internationale Gletsjercommissie werd in 1894 opgericht tijdens het zesde Internationale Geologische Congres in Zürich met het doel onderzoek te coördineren naar veranderingen in glaciale systemen via een netwerk van nieuw te vormen nationale organisaties. Het onderzoek zou zich mede richten op oorzaken van klimaatverandering en het ontstaan van ijstijden.
De korte periode van na de Kleine IJstijd van regionaal hernieuwde gletsjeraanwassen (1880-1925) leek te gaan bevestigen dat een klimaatverandering en het aanvangstijdstip van gletsjeraanwassen vrijwel hand in hand gaan. Zodoende ontstonden er twee programma’s van onderzoek: een programma naar de oorzaken van een klimaatverandering en een ander naar de gletsjermechanica. Voor de gletsjermechanica had de eerste president van de nieuwe organisatie François-Alphonse Forel voorheen al, en al zeer vroeg, in het jaar 1881 het conceptontwerp gegeven dat de gletsjerkinematica beschrijft. Het concept, dat bekendstond als de 19e-eeuwse Forel-Richter-theorie, gaf verklaringen waarom gletsjers vroege en gevoelige klimaatindicatoren zijn. Forel werd als eerste voorzitter van de nieuwe organisatie opgevolgd door Richter.

In de omstandigheden van die tijd maakten John Tyndall en Svante Arrhenius de eerste aantekeningen over klimaatverandering en het ontstaan van "ijstijden" met koolstofdioxide en waterdamp als oorzaak en maakte Arrhenius het jaar 1901 de eerste klimaatberekeningen. 

In de late jaren zestig en zeventig van de 20e eeuw werden onder een nieuwe naam de Internationale Sneeuw- en IJscommissie (Engels: International Commission on Snow and Ice, ICSI, 1948-1994) hernieuwde aanwassen gemeld. Hiermee kwam voor het eerst goed-gedocumenteerde informatie vrij over de empirische respons van valleigletsjers op een klimaatverandering.  De veel belovende ontwikkeling liet een crisis ontstaan. De door John F. Nye herschreven Forel-Richter theorie met onreëel langere responstijden van decennia in plaats van jaren zoals de praktijk liet zien, zou problematisch zijn. Dit bracht de kredietwaardigheid van de kinematische Forel-Richter theorie in diskrediet bij zowel wetenschappen als overheid en maatschappij, en liet programma’s van veldonderzoek naar observaties en monitoring van gletsjerbewegingen wereldwijd tot stilstand brengen. De situatie veranderde al spoedig na enige jaren toen men constateerde, gebaseerd op de laboratoriumgegevens van John Tyndall, dat een veel grotere klimaatverandering zich wereldwijd in de praktijk aan het ontwikkelen was.